# サルヴェ＝セ・ケム・プデル
『サルヴェ=セ・ケム・プデル』（ポルトガル語: Salve-se Quem Puder）は、ブラジルのテレビドラマ。ヘジ・グローボで2020年1月27日から2021年7月16日まで放送された。

## 登場人物
アレクシア・マキシモ / ジョシマラ・ドス・サントス
演：デボラ・セコ
ルナ・フルタド / フィオナ・マテウッチ
演：ジュリアナ・パイヴァ
キーラ・ロマンティーニ / クレイド・フェレイラ
演：ヴィトリア・ストラーダ